# Ric Flair
Richard Morgan Fliehr (* 25. Februar 1949 in Memphis, Tennessee), besser bekannt unter seinem Ringnamen Ric Flair, ist ein ehemaliger US-amerikanischer Wrestler.
Er zählt zu den erfolgreichsten und bekanntesten Wrestlern der Geschichte. Flair ist nach Zählweise der WWE und der damaligen WCW ein 16-facher World Champion. Flair selbst gibt 21 World Titel Gewinne an. Seine Karriere umspannt sechs Jahrzehnte, er ist sowohl Mitglied der WWE Hall of Fame als auch der NWA Hall of Fame.
Ab 1974 trat er bei Jim Crockett Promotions unter dem Dachverband National Wrestling Alliance (NWA) auf. Er stand viele Jahre bei der Nachfolge-Promotion von Crockett Promotions World Championship Wrestling (WCW), sowie bei WWE (vormals WWF) unter Vertrag. In der WCW war er zeitweise auch als Booker tätig. Er war Anführer des Stables Four Horsemen, das sich 1984 bildete und zu den einflussreichsten Gruppierungen der Wrestlinggeschichte wurde. Sein Gimmick The Nature Boy übernahm er 1978 von Buddy Rogers. Seine Tochter Charlotte Flair zählt zu den erfolgreichsten Wrestlerinnen der Gegenwart.

## Privatleben
Laut seiner Autobiographie ist Richard Morgan Fliehrs tatsächlicher bürgerlicher Nachname nicht gänzlich nachzuvollziehen, da er nach der Geburt zur Adoption freigegeben wurde. Fliehr gibt jedoch an, dass er höchstwahrscheinlich als Fred Phillips, Sohn von Ollive und Luther Phillips, zur Welt kam. Die Adoptionsagentur wurde später überführt, betrügerisch Adoptionsfreigaben von Müttern erlangt und dieses durch Aktenmanipulation vertuscht zu haben. Das Baby, das von seinen Adoptiveltern darauf Richard Morgan Fliehr genannt wurde, wurde am 25. Februar 1949 in Memphis, Tennessee geboren. Seine Kindheit und Jugend verbrachte er nach einem Umzug mit seinen Adoptiveltern in der kleinen Stadt Edina in Minnesota. Schon sehr früh waren seine sportlichen Fähigkeiten zu erkennen. In der Highschool spielte er Basketball und wurde High-School-Amateurmeister im Ringen. Außerdem spielte er in seiner College-Zeit Football an der Universität von Minnesota. Richard Fliehr verließ die Universität ohne Abschluss und arbeitete kurze Zeit als Türsteher in einem Nachtclub, wo er Ken Patera, einen ehemaligen Olympiateilnehmer im Gewichtheben traf, der sich auf seine Zweitkarriere als Wrestler vorbereitete. Durch Pateras Vermittlung gelangte Fliehr zu seinem ersten Trainer.
Er war seit 2006 zum dritten Mal verheiratet, doch auch diese dritte Ehe wurde geschieden. Am 11. November 2009 heiratete Fliehr seine nunmehr vierte Ehefrau; im Herbst 2012 lief auch die Scheidung von dieser.
Aus seinen früheren Ehen hat er vier Kinder. Seine Söhne David und Reid sowie seine Tochter Ashley Fliehr sind bzw. waren ebenfalls Wrestler. David hat sich bereits teilweise wieder aus dem Wrestling-Geschäft zurückgezogen. Reid verstarb am 29. März 2013 im Alter von 25 Jahren an Drogenmissbrauch. Ashley tritt aktuell in der WWE unter ihrem Ringnamen Charlotte Flair auf.
Fliehr ist in der Vergangenheit regelmäßig als Unterstützer der amerikanischen Republikaner aufgetreten und erwog im Jahre 2000 eine eigene Kandidatur als Gouverneur des US-Staates North Carolina, die jedoch im Sande verlief.
Fliehr war laut eigenen Angaben viele Jahre lang alkoholkrank, was ihm beinahe das Leben kostete.

## Wrestling-Karriere

### American Wrestling Association (1972–1974)
Flair wurde von Verne Gagne sowie Billy Robinson trainiert und debütierte am 10. Dezember 1972 unter dem Ringnamen Ric Flair, den er seitdem beibehalten hat, in der American Wrestling Association (AWA) gegen „Scrap Iron“ Gadinski. Das Match endete in einem Unentschieden. Flair trat drei Jahre für die AWA an und wechselte dann zur National Wrestling Alliance (NWA), dem Dachverband zahlreicher regionaler Wrestlingligen.

### Jim Crockett Promotions/World Championship Wrestling (1974–1991)
In dieser Zeit übernahm Flair das „Nature Boy“-Gimmick von Buddy Rogers und begann eine Adaptation von Also sprach Zarathustra von Richard Strauss als Einmarschmusik zu nutzen. Ric Flair etablierte sich als Tag-Team- und Einzelwrestler. Am 3. Juni 1975 gewann er seinen ersten Wrestlingtitel, den „NWA Television Title“, durch einen Sieg über Paul Jones, musste diesen jedoch eine Woche später in einem Rückmatch wieder an Jones abgeben. Am 20. September 1975 erhielt Flair seinen zweiten Titel, den „NWA Mid-Atlantic Heavyweight Title“, als er seinen Kontrahenten Wahoo McDaniel besiegte.
Am 4. Oktober 1975 wurde er bei einem Flugzeugabsturz am Rücken schwer verletzt, sodass ihm das Ende seiner Karriere vorausgesagt wurde. Nach Krankenhausaufenthalt und intensiver Physiotherapie konnte er seine Karriere jedoch fortsetzen. Am 24. März 1976 wurde Flair, in Charlotte, North Carolina, zum zweiten Mal „NWA Mid-Atlantic Heavyweight Champion“, indem er, wie beim ersten Titelgewinn, ein Match gegen Wahoo McDaniel gewann. Der Titel wechselte 1976 noch einige Male zwischen Flair und McDaniel. Ziel dieser intensiven Fehde war es, Ric Flair zum neuen Star der NWA aufzubauen. Er und sein neuer Tag-Team-Partner Greg Valentine wurden „NWA Tag-Team Champions“, indem sie am Weihnachtstag 1976 Gene und Ole Anderson besiegten.

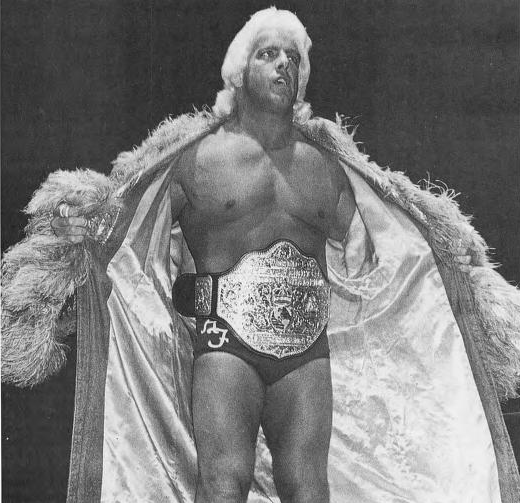
Flair als NWA World Heavyweight Champion (1986)

In der NWA gewann Flair den NWA United States Heavyweight Title gleich fünf Mal, bis er schließlich 1981 erstmals den NWA World Heavyweight Title von Dusty Rhodes erhielt. Insgesamt erhielt Flair diesen Titel achtmal. 1984 schloss er sich mit Arn Anderson, Tully Blanchard und Ole Anderson zur Gruppierung „The Four Horsemen“ zusammen. In der Folgezeit dominierten die Horsemen jahrelang die Haupt-Storylines der NWA und hielten zeitweise alle Titel der Liga.
Nachdem der Promotor Jim Crockett ab 1986 mehrere lokale Wrestlingpromotionen im Südosten und Mittelwesten der Vereinigten Staaten unter seine Kontrolle gebracht und zur Promotion World Championship Wrestling (WCW) geformt hatte, trat Fliehr weiter als „Ric Flair“ für diese an. Flair war der Top-Star von WCW und hatte auch hinter den Kulissen großen Einfluss.

### World Wrestling Federation (1991–1993)
Bis 1991 war Flair der absolute Topstar von WCW. Als es zu Meinungsverschiedenheiten mit den Offiziellen der Liga kam, die seinen Einfluss beschneiden, sein Gimmick verändern und vor allem sein Gehalt kürzen wollten, verließ Flair die Promotion und schloss einen Vertrag mit deren Hauptkonkurrenz, der World Wrestling Federation. Da Flair zu diesem Zeitpunkt amtierender WCW World Heavyweight Champion war und deren Titelgürtel mitnahm (Flair hatte, wie alle Titelhalter, für den Gürtel ein Pfand hinterlegt, dieses aber nicht zurückerhalten), ließ ihn sein neuer Arbeitgeber an der Seite seines „technischen Beraters“ Mr. Perfect mit dem Gürtel der Konkurrenz-Promotion als „Real World Champion“ auftreten. Der Rechtsstreit zwischen Flair und seinem früheren Arbeitgeber um die Herausgabe des Gürtels endete erst ein Jahr später, nachdem Flair das gezahlte Pfand nebst Zinsen zurückerhalten hatte. Beim PPV Royal Rumble 1992 erhielt Flair aufgrund eines Sieges bei der namensgebenden Battle Royal den „WWF World Heavyweight Title“. Diesen verlor er bei WrestleMania VIII gegen Randy Savage, gewann ihn im Sommer allerdings noch ein zweites Mal, bevor er 1993 die WWF schließlich wieder in Richtung World Championship Wrestling verließ. Laut Storyline musste er die WWF aufgrund einer Niederlage bei einem „Loser leaves WWF“-Match gegen Mr. Perfect verlassen.

### Rückkehr zur World Championship Wrestling (1993–2001)

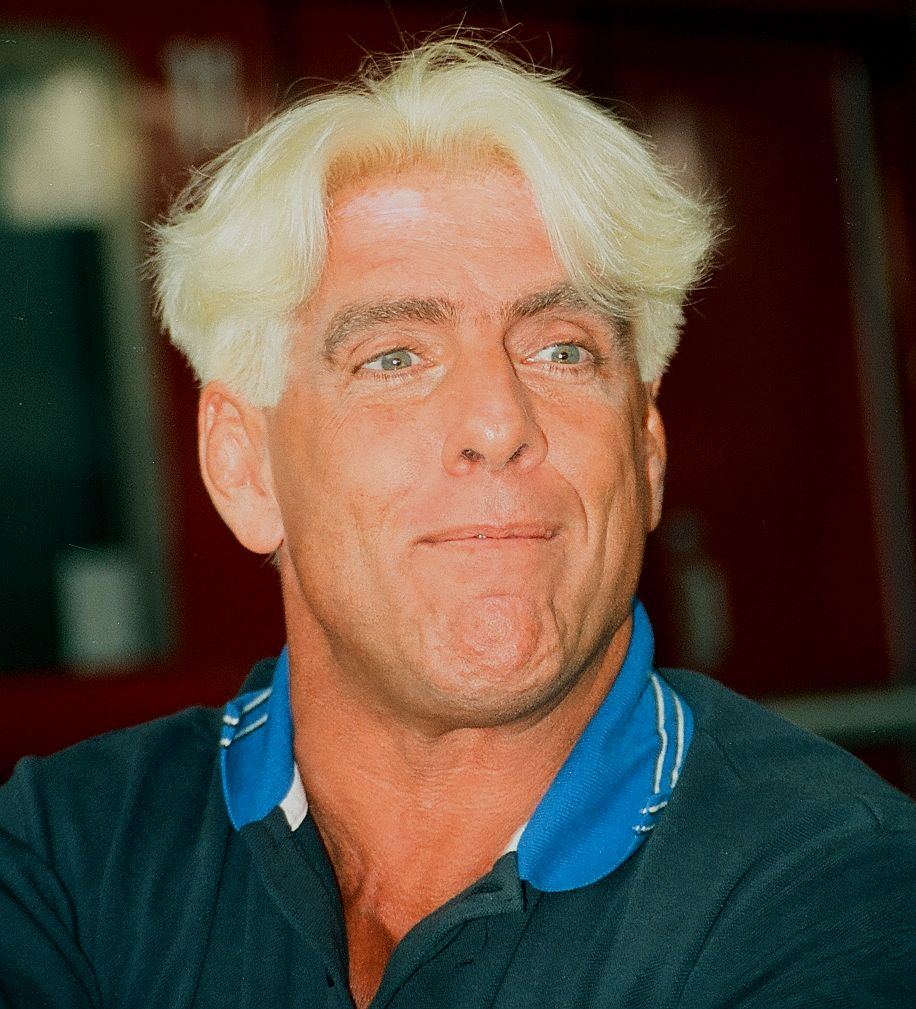
Flair im Jahr 1996

Bei World Championship Wrestling wurde Flair, der weiter sein gewohntes Gimmick verwendete, sofort wieder ein Star der Promotion. Bereits bei der Großveranstaltung Starrcade 1993 erhielt er den WCW World Heavyweight Title wieder, diesmal von dem als „Vader“ antretenden Leon White. Die Promotion führte ihn dann in eine Fehde mit Wrestling-Ikone Hulk Hogan, der 1994 den Titel von Flair übernahm und dem 45-jährigen Wrestler später durch einen Sieg in einem Karriere-bedrohenden Match eine Auszeit verschaffte.
Nach einer nicht allzu langen Zeit kehrte Flair zurück und es folgte eine Fehde gegen „Macho Man“ Randy Savage, der zwischenzeitlich von Hogan den Titel übernommen hatte. Im Verlauf dieser Fehde wechselte der Titel mehrmals. Flair spielte auch weiterhin wesentliche Rollen in den wichtigsten Storylines der Promotion. Mit seinen „Four Horsemen“ bildete er den Kern der Gegner des laut Storyline die Übernahme der Promotion anstrebenden Stables „nWo“. Anfang 1998 wurde Flair von der Promotion wegen einer unerlaubten Abwesenheit bei einer Fernsehveranstaltung suspendiert. Bei seiner Rückkehransprache fiel er aus der Rolle des Ric Flair und beschuldigte WCW-Präsident Eric Bischoff, die Wünsche der Fans zu missachten. Ob es sich dabei um einen sogenannten „Shoot“, der aufgrund des Starstatus Flairs vertuscht werden sollte, oder einen vorgetäuschten „worked shoot“ handelte, ist unklar. Es schloss sich an die Rückkehr eine Storyline an, in der Flair gegen Bischoff um die Präsidentschaft der WCW rang, diese durch einen Sieg bei einem Stahlkäfig-Match gegen Hulk Hogan gewann und ihm so das Amt des WCW-Präsidenten auf Lebenszeit zugeschrieben wurde.
WCW war allerdings bereits im März 2001 bankrott und wurde von der damaligen World Wrestling Federation aufgekauft. Das letzte Match der Promotion bestritten die langjährigen Top-Stars der Promotion Ric Flair und Sting. WCW-Präsident Flair, zu der Zeit die Rolle eines sogenannten „Heels“ spielend, verlor das Match.

### Rückkehr zur World Wrestling Federation/Entertainment (2001–2008)

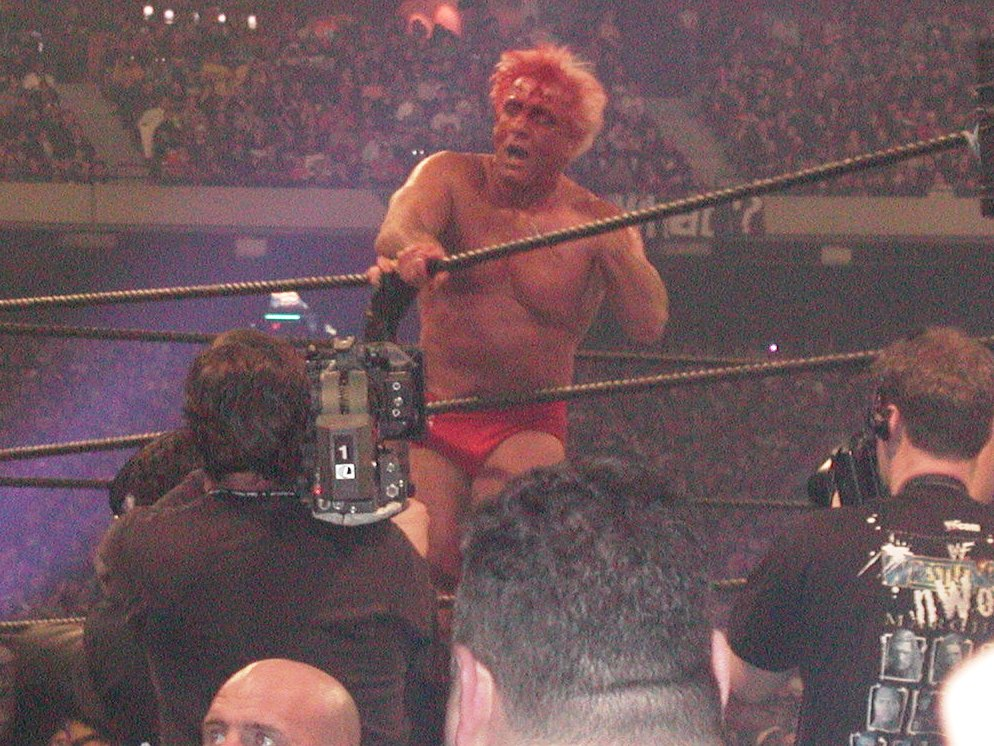
Flair bei WrestleMania X8

Nach einer Abwesenheit vom Wrestling trat der 50-jährige ab November 2001 mit seiner angestammten Rolle als „Ric Flair“ für seinen neuen Arbeitgeber als angeblicher Teilbesitzer der zu „World Wrestling Entertainment“ umbenannten World Wrestling Federation auf. Die Teilbesitzer-Storyline wurde zu einer Fehde zwischen dem tatsächlichen Eigner Vince McMahon und Flair, in deren Verlauf WWE in die zwei Teilpromotionen SmackDown! und RAW aufgespalten wurde, von denen jeder Fehdengegner eine kontrollierte. Die Fehde wurde schließlich mit einem Sieg McMahons aufgelöst.
Flair erhielt bei WWE über die Jahre mehrere Titel, zunächst den des World Tag Team Champions, den er zweimal mit Batista gewann, mit dem er auch in dem Stable „Evolution“ verbunden war.
Am 18. September 2005 wurde Flair bei der Großveranstaltung Unforgiven nach einem Sieg gegen Carlito der bis dato älteste WWE Intercontinental Champion, was er bis zum 20. Februar 2006 bleiben durfte, um den Titel dann an Shelton Benjamin zu verlieren.
Anschließend nahm Flair wieder eine mehrmonatige Pause, um sich zu erholen und zum dritten Mal zu heiraten, bevor er in das Programm zurückkehrte. Aus einer Zwistigkeit mit „Hardcore Wrestling“-Legende Mick Foley, über den Flair sich in seiner im Juli 2004 unter seinem Ringnamen veröffentlichten Autobiographie „To Be the Man“ abfällig geäußert hatte, entwickelte World Wrestling Entertainment eine Fehde zwischen Foley und Flair, die sich über mehrere Monate erstreckte. Tatsächlich hatten die beiden Wrestler den Streit schon vor Beginn der Storyline beigelegt.
Nach Beendigung dieser Storyline gewann Flair zusammen mit „Rowdy“ Roddy Piper ein drittes Mal den Tag-Team-Titel, den die beiden aber nach kurzer Zeit wieder abgeben mussten, da Roddy Piper wegen einer Krebserkrankung keine Wrestling-Matches mehr bestreiten konnte. Im Juni 2007 ließ World Wrestling Entertainment ihn vom Ensemble der Fernsehshow RAW in das der Sendung SmackDown! wechseln. Er blieb längere Zeit inaktiv, was auf Spätfolgen einer Innenohrverletzung aus dem Jahr 1992 zurückgeführt wurde; Angaben auf der Webseite seines Arbeitgebers zufolge war er auch wegen nicht näher bezeichneter familiärer Probleme inaktiv. Am 26. November 2007 feierte er bei RAW seine Rückkehr.

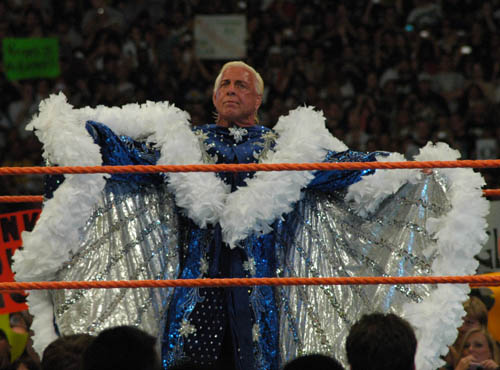
Flair bestritt bei Wrestlemania XXIV sein letztes WWE Match

Im Mai 2007 gab Flair bekannt, dass er nach der Großveranstaltung WrestleMania XXIV, die für den 30. März 2008 angesetzt war, seine Karriere beenden wolle. Die Spannung, ob Flair tatsächlich seine Wrestling-Karriere aufgibt, wurde durch eine Reihe von karrierebedrohenden Matches aufgebaut, die er ab Januar 2008 bestritt und bei denen im Falle einer Niederlage das sofortige Karriereende drohte. Flair wurde einen Tag vor Wrestlemania XXIV in die WWE Hall of Fame aufgenommen. Die Rede zu seiner Einführung hielt der Wrestlerkollege Paul Levesque, besser bekannt als „Triple H“.
Bei WrestleMania XXIV unterlag Ric Flair dann Shawn Michaels und beendete vorerst seine Karriere. Die Robe, die Flair bei seinem Einmarsch trug, wurde später in die Pop-Kultur-Ausstellung des Smithsonian American Art Museums aufgenommen. Die RAW-Ausgabe am Tag nach Wrestlemania wurde Flair gewidmet, bei der die gesamte WWE sowie unter anderem die Four Horsemen, Harley Race und die Fans teilnahmen.
Ab Juni 2008 trat Flair wieder unregelmäßig bei RAW auf. Dort unterstützte er unter anderem seinen Freund Batista bei einer Fehde gegen den damaligen WWE Champion Randy Orton und seine sich „The Legacy“ nennende Anhängerschaft.

### Independent-Ligen (2009)
2009 wurde bekannt gegeben, dass Flair von der kleineren Promotion Ring of Honor für mehrere Auftritte verpflichtet wurde. Am 13. März 2009 debütierte Flair dann in der Rolle des neu geschaffenen RoH-Botschafters, trat danach allerdings nicht mehr für die Organisation auf. Im November 2009 war Flair Teil der von Hulk Hogan organisierten Australien-Tour „Hulkamania – Let The Battle Begin“ und bestritt in deren Verlauf vier Matches gegen Hogan, die er alle verlieren musste. Dabei begleitete ihn Lacey Von Erich als „Valet“ zum Ring.

### Total Nonstop Action Wrestling (2010–2012)

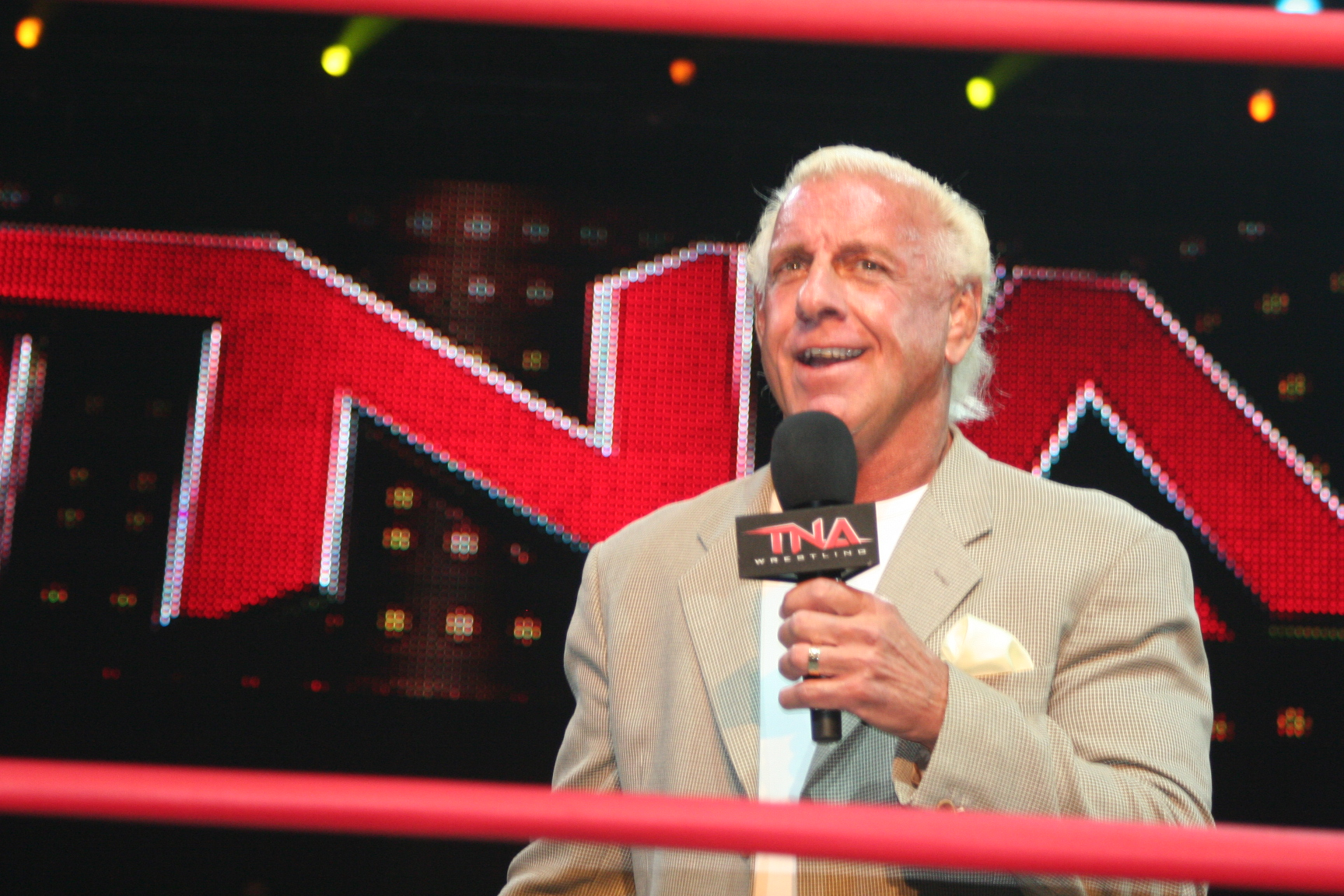
Flair bei Impact im Jahr 2010

Am 4. Januar 2010 trat Flair erstmals für die damals zweitgrößte US-amerikanische Promotion Total Nonstop Action Wrestling (TNA) auf, mit der er zuvor einen festen Vertrag abgeschlossen hatte. Seine Rückkehr in den Ring feierte der damals 61-jährige am 8. März mit einem Match gegen Hulk Hogan und Abyss, anschließend fehdete er unter anderem gegen Mick Foley.
Nach der Teilnahme an einer nach ihm benannten Europa-Tour im Januar 2011 pausierte Flair ab April 2011 verletzungsbedingt. Seine Rückkehr vor die TV-Kameras gab er am 9. August 2011 bei Impact Wrestling in einem Segment mit Sting, was zu einem Match zwischen den ehemaligen WCW-Stars am 15. September führte. Im Mai 2012 verließ Flair die Promotion aufgrund diverser Probleme.

### Vereinzelte Auftritte seit 2012

#### Auftritte bei WWE

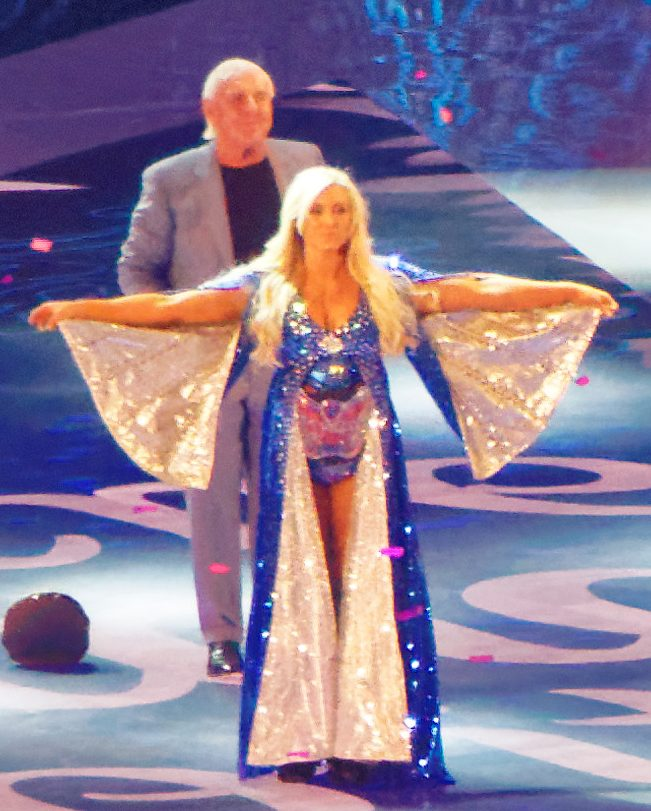
Ric Flair begleitet seine Tochter Charlotte Flair zum Ring bei WrestleMania 32 (2016)

Am 9. Januar 2012 bei RAW wurde bekannt, dass Flair als ehemaliges Mitglied der Four Horsemen als erste Person zum zweiten Mal in die WWE Hall of Fame aufgenommen wird. Dies geschah am 31. März 2012, es folgte auch ein Auftritt bei WrestleMania XXVIII, obwohl er zu dem Zeitpunkt noch unter TNA-Vertrag stand.
Am 17. Dezember 2012 trat er erstmals seit langem wieder in der WWE bei Monday Night Raw auf. Flair trat als Charlottes Manager auf, nachdem sie die WWE Divas Championship am 20. September 2015 gewonnen hatte. Dies dauerte bis zum 23. Mai 2016 wo Charlotte sich von Flair abwendete.

#### „Ric Flairs Last Match“
Ende Juli 2022 stieg er ein letztes Mal in den Ring und veranstaltete dazu das Event „Ric Flairs Last Match“ in Nashville. Er bestritt mit seinem Schwiegersohn Andrade El Idolo ein Tag-Team Match gegen Jay Lethal und Jeff Jarrett. Obwohl er während des Matches erhebliche Beschwerden hatte, konnte er das Match mit einem Sieg beenden. Dass Flair trotz seines instabilen Gesundheitszustandes noch einmal in den Ring stieg, wurde vielfach kontrovers aufgenommen, die Website Wrestlecrap zeichnete sein Match mit dem traditionsreichen jährlichen Negativpreis Gooker Award aus.

#### Auftritte bei All Elite Wrestling
Im Oktober 2023 trat er bei All Elite Wrestling auf. Dort hatte Sting kurz zuvor bekannt gegeben, im März 2024 seine Karriere beenden zu wollen. Flair tauchte bei einer Ausgabe von AEW Dynamite auf und gab bekannt, er werde Sting bei dessen letzten Monaten begleiten.

## Außerhalb des Wrestlings
Fliehr hatte Gastauftritte in mehreren Fernsehserien, darunter Baywatch, und den Filmen The Wrestler (1974) und Sting: Moment of Truth (2004), gewöhnlich als seine Wrestlingfigur „Ric Flair“. Für die im März 2009 erschienene Erweiterung zum Echtzeitstrategiespiel Command & Conquer: Alarmstufe Rot 3 übernahm er die Rolle des alliierten Commander Hill. Zudem ist Fliehr im Musikvideo Ric Flair Drip von 21 Savage, Offset & Metro Boomin zu sehen.

## Titel und Auszeichnungen

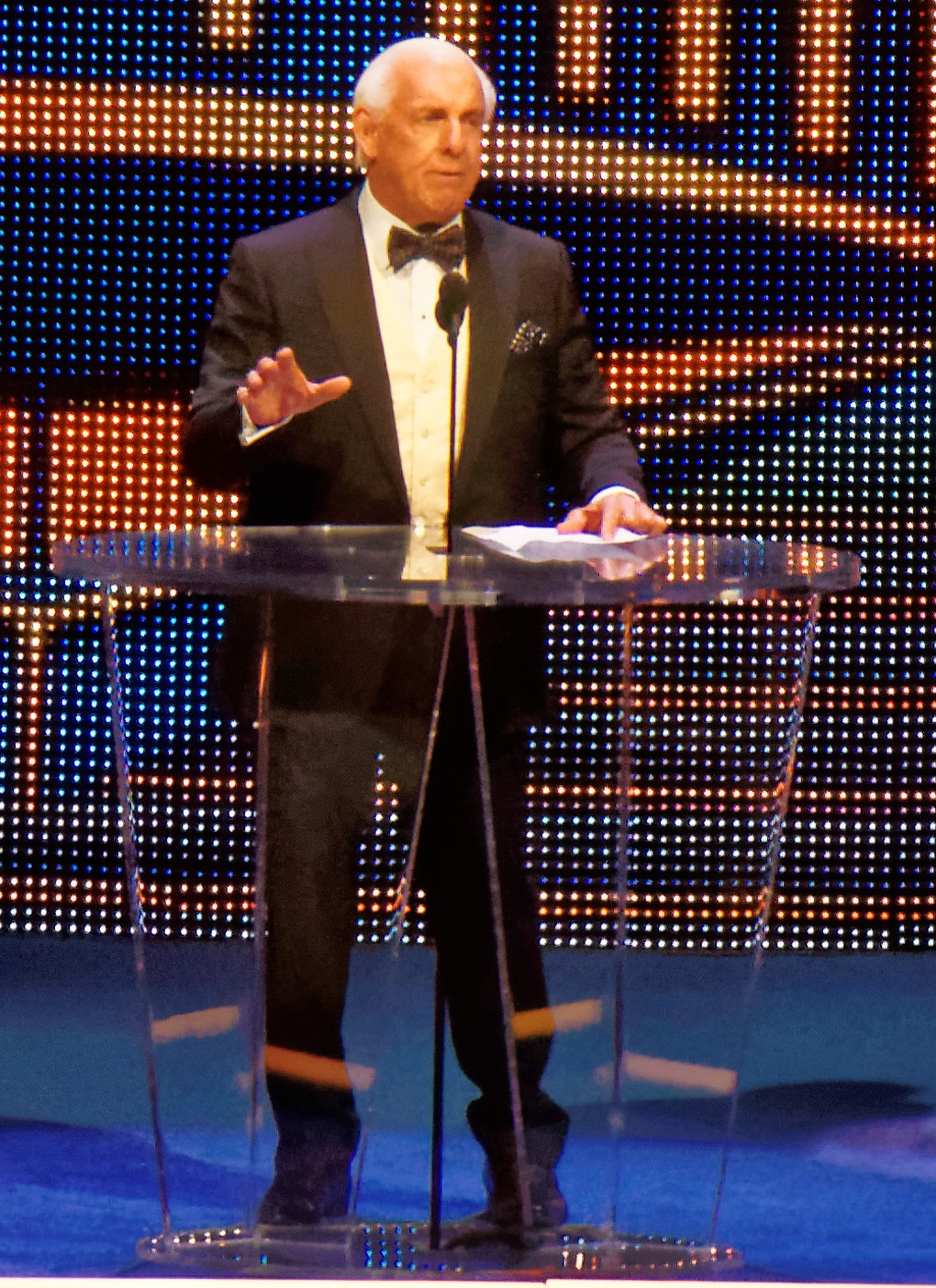
Flair ist der erste Wrestler der zweimal in die WWE Hall of Fame aufgenommen wurde

### Titel
- Jim Crockett Promotions/World Championship Wrestling
  - 3× NWA Mid Atlantic Heavyweight Champion
  - 3× NWA Mid-Atlantic Tag Team Champion jeweils 1× mit Rip Hawk, Greg Valentine und Big John Studd
  - 2× NWA Television Champion
  - 3× NWA World Tag Team Champion (2× mit Greg Valentine und 1× mit Blackjack Mulligan)
  - 2× WCW International World Heavyweight Champion (erster und letzter Titelträger)
  - 6× WCW United States Champion
  - 8× WCW World Heavyweight Champion (erster Titelträger)

- National Wrestling Alliance
  - 9× NWA World Heavyweight Champion

- St. Louis Wrestling Club
  - 1× NWA Missouri Heavyweight Champion

- World Wrestling Federation/Entertainment
  - 3× World Tag Team Champion 2× mit Batista und 1× mit Roddy Piper
  - 1× WWE Intercontinental Champion
  - 2× WWF World Heavyweight Champion

### Auszeichnungen
- National Wrestling Alliance
  - 2008: Aufnahme in die Hall of Fame

- St. Louis Wrestling Club
  - 2007: Aufnahme in die Hall of Fame

- World Wrestling Entertainment
  - 1992: Royal Rumble Sieger
  - 2008: Aufnahme in die Hall of Fame
  - 2012: Aufnahme in die Hall of Fame als Mitglied der Four Horsemen